# Yaiza Berrocal Guevara
Yaiza Berrocal Guevara (Llinars del Vallès, Vallès Oriental, 1991) és una dramaturga, guionista i novel·lista catalana.
Llicenciada en Teoria de la literatura i Literatura comparada per la Universitat de Barcelona, té un màster en literatura hispanoamericana i un altre en guió de cinema i televisió per la Universitat Carles III de Madrid. Ha estat resident de la Fundació Antonio Gala per a Creadors Joves. Ha treballat de llibretera, guionista i docent d'educació secundària.
Amb La cadena del frío va guanyar el Premio Nacional Calderón de la Barca l'any 2020. Com a dramaturga, també és autora de La isla de los lobos, Ni temeré les feres (guanyadora d’una Ajuda Carlota Soldevila del Teatre Lliure 2021), La croada dels infants, remake de les visions de Schwob (2018) i Cartografia del cos estrany (2019). Com a guionista, ha treballat en ficció televisiva i cinema. És la guionista del llargmetratge d'animació Papallones negres, guanyadora d'un Goya. La seva novel·la Curling ha estat publicada per Hurtado y Ortega el 2022.